# Rhinplate und Elbufer südlich Glückstadt
Rhinplate und Elbufer südlich Glückstadt ist ein Naturschutzgebiet in der schleswig-holsteinischen Stadt Glückstadt im Kreis Steinburg. Es wurde Ende 2000 ausgewiesen (Datum der Verordnung: 5. Dezember 2000). Das Naturschutzgebiet liegt vollständig innerhalb des FFH-Gebietes „Schleswig-Holsteinischer Elbästuar und angrenzende Flächen“. Im Süden grenzt es an das Landschaftsschutzgebiet „Kollmarer Marsch“.
Das Naturschutzgebiet liegt südlich und westlich von Glückstadt. Es stellt die etwa fünf Kilometer lange Rhinplate, Teile der Glückstädter Nebenelbe mit ihren wertvollen Flachwasserzonen sowie die vor dem Landesschutzdeich liegenden Vorland- und Uferflächen etwas oberhalb des Spülfeldes südlich des Glückstädter Hafens bis kurz unterhalb des Bielenberger Hafens am Siel der Langenhalser Wettern unter Schutz. Im Naturschutzgebiet, das dem Tidegeschehen der Unterelbe ausgesetzt ist und bei Hochwasserereignissen überflutet wird, sind unterschiedliche Biotoptypen zu finden: Fluss- und Brackwasserwatten, an die sich Röhrichtzonen anschließen sowie Reste von Weichholzauwäldern und Weidengebüschen herrschen dabei vor. Eine Besonderheit stellt das Bielenberger Wäldchen im Vordeichgelände im Süden des Naturschutzgebietes dar, bei dem es sich um den Rest eines an der Unterelbe mittlerweile vom Aussterben bedrohten Silberweiden-Auwaldes handelt. Im Norden der Rhinplate sowie vor dem Landschutzdeich sind auch Zonen mit Magerrasenfluren zu finden. Die Bereiche vor dem Landschutzdeich sind auf Spülfeldern entstanden, auf denen 1977 Sand und Schlick aus der Elbe für den Bau des Deiches aufgespült wurden. Ursprünglich wurden hierbei auf einer Länge von 3,5 Kilometern und einer Breite von 400 bis 700 Metern Aufspülungen vorgenommen, auf denen ein neuer Schutzdeich sowie Gewerbeflächen für die Stadt Glückstadt entstehen sollten. Nachdem sich auf den Spülflächen aber artenreiche und schützenswerte Lebensgemeinschaften entwickelt hatten, wurden nur 65 Hektar der Fläche eingedeicht und die Außendeichsflächen Bestandteil des 1980 ausgewiesenen Landschaftsschutzgebietes „Kollmarer Marsch“. Sie besitzen heute eine besondere Bedeutung, da ungenutzte Sandflächen an der Tideelbe kaum noch vorkommen. Die Sandflächen werden jedoch zunehmend von Pflanzen besiedelt, so dass hier Pflegemaßnahmen nötig sind, um nicht bewachsene Bereiche zu erhalten bzw. wieder zu gewinnen. Auch die Magerrasenfluren werden durch Entkusselungsmaßnahmen und die zeitweise Beweidung mit Heidschnucken gepflegt.
Im Naturschutzgebiet sind u. a. seltene Arten wie die Stechende Simse, die hier ihr einziges Vorkommen in Deutschland hat, sowie die endemisch an der Tideelbe vorkommenden Wiebelsschmiele (auch als Sumpfschmiele bezeichnet) und Schierlingswasserfenchel zu finden. Weiterhin sind u. a. Sandstrohblume und Zwergfilzkraut sowie Scharfer Mauerpfeffer, Silbergras und Rentierflechte heimisch. Die Glückstädter Nebenelbe hat eine große Bedeutung als Rückzugs- und Aufzuchtgebiet für viele Fischarten der Unterelbe. Die Finte nutzt einen Bereich im Süden der Glückstädter Nebenelbe als Laichplatz.
Die Wattflächen im Naturschutzgebiet sind Nahrungsgebiet für zahlreiche Vogelarten, darunter Bläss- und Graugans, Brandgans, Krickente und Trauerseeschwalbe. Große Bedeutung hat das Naturschutzgebiet auch für Limikolen. Auf der Rhinplate ist der Seeadler heimisch. Die Sandflächen sind wichtiger Lebensraum u. a. für verschiedene Insekten. So ist hier z. B. vereinzelt noch der stark gefährdete Dünensandlaufkäfer heimisch.
Das Naturschutzgebiet kann vom Deich aus eingeschränkt eingesehen werden. Hier sind auch Informationstafeln aufgestellt. Eine Teilstrecke des Elberadweges verläuft entlang des Deichs. Hinter dem Deich schließen sich überwiegend Brachen an. Die Stadt Glückstadt plant, Flächen hinter dem alten Deich als Erweiterungsflächen für das Gewerbegebiet „Stadtstraße“ zu nutzen, die insbesondere für Erweiterungen der in der Stadt ansässigen Papierfabrik Steinbeis dienen sollen.